# San Pietro in Trento
San Pietro in Trento is een plaats (frazione) in de Italiaanse gemeente Ravenna.